# Gröfaz
GröFaZ är en nedsättande akronym för "Größter Feldherr aller Zeiten" (alla tiders störste fältherre) och avser Adolf Hitler. 
Uttrycket spreds från år 1943, efter slaget om Stalingrad. Det kan anknytas till en längre formulering av generalfältmarskalk Wilhelm Keitel under intryck av fälttåget mot väst och erövringen av Beneluxländerna och norra Frankrike, med följande lydelse: 
| ”                | Mein Führer, Sie sind der größte Feldherr aller Zeiten. | „ |
| – Wilhelm Keitel |                                                         |   |

Förkortningen "gröfaz", som inte stammar från Keitel, ska driva med Hitlers och hans anhängares förkärlek för förkortningar. Den användes med galghumoristisk ironi av Hitlers härförande generaler långt före krigsslutet.
Sedan mitten av 1960-talet har förkortningen i journalistiska och folkliga framställningar uttytts som "größter Führer aller Zeiten".